# Élections européennes de 2009 en Belgique
Les élections européennes de 2009 se déroulent du 4 juin 2009 au 7 juin 2009 dans tous les États membres de l'Union et plus particulièrement le dimanche 7 juin en Belgique, soit le même jour que les élections régionales. Le vote est obligatoire, ce qui fait que l'abstention est bien moins importante que dans la plupart des autres pays européens. Par application du traité de Nice, le nombre de députés européens belges au Parlement européen passe de 24 à 22 députés : 13 sont élus par le collège électoral néerlandophone, 8 par le collège francophone et 1 par le collège germanophone.

## Candidats

### Collège francophone
| Parti | Parti                                                      | Tête de liste        |
| ----- | ---------------------------------------------------------- | -------------------- |
|       | Parti socialiste                                           | Jean-Claude Marcourt |
|       | Mouvement réformateur                                      | Louis Michel         |
|       | Ecolo                                                      | Isabelle Durant      |
|       | Centre démocrate humaniste                                 | Anne Delvaux         |
|       | Front national                                             | Jean-Pierre Borbouse |
|       | Wallonie d'abord                                           | Christian Haudegand  |
|       | Rassemblement Wallonie France                              | Paul-Henry Gendebien |
|       | Parti du travail de Belgique                               | Raoul Hedebouw       |
|       | Ligue communiste révolutionnaire-Parti socialiste de lutte | Céline Caudron       |
|       | Parti communiste                                           | Pierre Eyben         |
|       | CAP D'Orazio                                               | Ezio D'Orazio        |
|       | Mouvement socialiste                                       | Francis Biesmans     |

### Collège électoral néerlandophone
| Parti | Parti                                | Tête de liste       |
| ----- | ------------------------------------ | ------------------- |
|       | Christen-Democratisch en Vlaams      | Jean-Luc Dehaene    |
|       | Open Vlaamse Liberalen en Democraten | Guy Verhofstadt     |
|       | Vlaams Belang                        | Frank Vanhecke      |
|       | Socialistische Partij Anders         | Kathleen Van Brempt |
|       | Nieuw-Vlaamse Alliantie              | Frieda Brepoels     |
|       | Groen                                | Bart Staes          |
|       | Lijst Dedecker                       | Jean-Marie Dedecker |
|       | Parti du travail de Belgique         | Peter Mertens       |
|       | Sociaal-Liberale Partij              | Nelly Maes          |
|       | Comité pour une autre politique      | Raf Verbeke         |
|       | Parti socialiste de lutte            | Bart Vandersteene   |

### Collège électoral germanophone
| Parti | Parti                               | Tête de liste   |
| ----- | ----------------------------------- | --------------- |
|       | Christlich Soziale Partei           | Mathieu Grosch  |
|       | Partei für Freiheit und Fortschritt | Bernd Gentges   |
|       | Ecolo                               | Claudia Niessen |
|       | Sozialistische Partei               | Resi Stoffels   |
|       | ProDG                               | Harald Mollers  |
|       | Vivant                              | Josef Meyer     |
|       | Europa der Werte                    | Myrianne Coen   |

## Résultats

### Collège francophone
| Parti | Parti                         | Voix    | %     | +/-   | Sièges | +/- | Groupe politique |
| ----- | ----------------------------- | ------- | ----- | ----- | ------ | --- | ---------------- |
|       | Parti socialiste              | 714 947 | 29,10 | 6,99  | 3      | 1   | S&D              |
|       | Mouvement réformateur         | 640 092 | 26,05 | 1,53  | 2      | 1   | ALDE             |
|       | Ecolo                         | 562 081 | 22,88 | 13,03 | 2      | 1   | Verts/ALE        |
|       | Centre démocrate humaniste    | 327 824 | 13,34 | 1,80  | 1      | 0   | PPE              |
|       | Front national                | 87 706  | 3,57  | 3,88  | 0      | 0   |                  |
|       | Wallonie d'abord              | 37 505  | 1,53  | Nv.   | 0      | 0   |                  |
|       | Rassemblement Wallonie France | 30 488  | 1,24  | 0,29  | 0      | 0   |                  |
|       | Parti du travail de Belgique  | 28 483  | 1,16  | 0,35  | 0      | 0   |                  |
|       | LCR-Parti socialiste de lutte | 7 954   | 0,32  | Nv.   | 0      | 0   |                  |
|       | Parti communiste              | 7 533   | 0,31  | Nv.   | 0      | 0   |                  |
|       | CAP D'Orazio                  | 7 626   | 0,31  | Nv.   | 0      | 0   |                  |
|       | Mouvement socialiste          | 4 939   | 0,20  | Nv.   | 0      | 0   |                  |

### Collège électoral néerlandophone
| Parti | Parti                                | Voix      | %     | +/-  | Sièges | +/- | Groupe politique |
| ----- | ------------------------------------ | --------- | ----- | ---- | ------ | --- | ---------------- |
|       | Christen-Democratisch en Vlaams      | 948 123   | 23,26 | 4,89 | 3      | 0   | PPE              |
|       | Open Vlaamse Liberalen en Democraten | 837 884   | 20,56 | 1,35 | 3      | 0   | ALDE             |
|       | Vlaams Belang                        | 647 170   | 15,88 | 7,28 | 2      | 1   | NI               |
|       | Socialistische Partij Anders         | 539 393   | 13,23 | 4,60 | 2      | 1   | S&D              |
|       | Nieuw-Vlaamse Alliantie              | 402 545   | 9,88  | Nv.  | 1      | 0   | Verts/ALE        |
|       | Groen                                | 322 149   | 7,90  | 0,09 | 1      | 0   | Verts/ALE        |
|       | Lijst Dedecker                       | 296 699   | 7,28  | Nv.  | 1      | 1   | CRE              |
|       | Parti du travail de Belgique         | 40 057    | 0,98  | 0,37 | 0      | 0   |                  |
|       | Sociaal-Liberale Partij              | 26 541    | 0,65  | Nv.  | 0      | 0   |                  |
|       | Parti socialiste de lutte            | 8 985     | 0,22  | Nv.  | 0      | 0   |                  |
|       | Comité pour une autre politique      | 6 398     | 0,16  | 0,13 | 0      | 0   |                  |
|       |                                      |           |       |      |        |     |                  |
| Total | Total                                | 4 075 944 | 100   |      | 13     | 1   |                  |

### Collège électoral germanophone
| Parti | Parti                               | %    | +/-  | Sièges | +/-           | Groupe politique |
| ----- | ----------------------------------- | ---- | ---- | ------ | ------------- | ---------------- |
|       | Christlich Soziale Partei           | 32,3 | 10,2 | 1      | en stagnation | PPE              |
|       | Partei für Freiheit und Fortschritt | 20,4 | 2,4  | 0      | en stagnation |                  |
|       | Ecolo                               | 15,6 | 5,1  | 0      | en stagnation |                  |
|       | Sozialistische Partei               | 14,6 | 0,3  | 0      | en stagnation |                  |
|       | ProDG                               | 10,1 | 0,8  | 0      | en stagnation |                  |
|       | Vivant                              | 6,3  | n/a  | 0      | n/a           |                  |
|       | Europa der Werte                    | 0,9  | n/a  | 0      | n/a           |                  |